# Saša Ćirić
Saša Ćirić (Kumanovo, RFS de Yugoslavia, 11 de enero de 1968) es un ex-futbolista macedonio con ascendencia serbia, se desempeñaba como delantero. Fue uno de los primeros jugadores macedonios en destacar.

## Clubes
| Club                   | País                | Año         |
| ---------------------- | ------------------- | ----------- |
| FK Metalurg Skopje     | Yugoslavia          | 1987 - 1989 |
| FK Pelister            | Yugoslavia          | 1989 - 1991 |
| FK Vardar              | Macedonia del Norte | 1991 - 1993 |
| CSKA Sofía             | Bulgaria            | 1994        |
| FK Vardar              | Macedonia del Norte | 1994 - 1995 |
| FC Aarau               | Suiza               | 1995 - 1997 |
| 1. FC Nürnberg         | Alemania            | 1998 - 1999 |
| Tennis Borussia Berlin | Alemania            | 1999 - 2000 |
| Eintracht Frankfurt    | Alemania            | 2000 - 2002 |
| 1. FC Nürnberg         | Alemania            | 2002 - 2004 |
| Kickers Offenbach      | Alemania            | 2004 - 2006 |